# Década de 1250
Séculos: Século XII - Século XIII - Século XIV
Décadas: 1220 1230 1240 - 1250 - 1260 1270 1280
Anos: 1250 - 1251 - 1252 - 1253 - 1254 - 1255 - 1256 - 1257 - 1258 - 1259

## Eventos
- 1256 - Destruição da seita dos assassinos por Hulagu.
- 1258 - Bagdá é destruída pelos mongóis, liderados por Hulagu. Estes, em seguida, avançam em direção à Síria e Líbano.
- 1259 - Danilo da Galícia, após alguns anos de resistência à Horda de Ouro, é enfim derrotado em uma expedição militar liderada pelo general Burundai. Este, logo em seguida, promove ao lado de Nogai um bem-sucedido ataque mongol contra a Lituânia e Polônia.

## Mortes
- 1255 - Batu Cã, cã da Horda de Ouro.
- 1256 - Sartaque, cã da Horda de Ouro.
- 1257 - Ulagueche, cã da Horda de Ouro.
- 1259 - Mangu, grão-cã do Império Mongol.